# Тернавська сільська рада (Старосамбірський район)
Тернавська сільська́ ра́да — орган місцевого самоврядування у Старосамбірському районі Львівської області. Адміністративний центр — село Тернава.

## Основні дані
Тернавська сільська рада утворена в 1939 році. Водоймища на території, підпорядкованій даній раді: річка Ясенка.
Населення сільради становить — 1845 осіб, площа — 4,261 км², щільність населення — 433,00 осіб/км².

## Адміністративний поділ
Сільській раді підпорядковані населені пункти:
- с. Тернава
- с. Поляна
- с. П'ятниця
- с. Рожеве

## Склад ради
Рада складається з 16 депутатів та голови.

### Керівний склад попередніх скликань
| ПІБ                      | Основні відомості                                                                            | Дата обрання | Дата звільнення |
| ------------------------ | -------------------------------------------------------------------------------------------- | ------------ | --------------- |
| Іваник Василь Дмитрович  | Сільський голова, 1966 року народження, член Народного Руху України                          | 26.03.2006   | 31.10.2010      |
| Муль Володимир Остапович | Сільський голова, 1968 року народження, освіта вища, член Конгресу Українських Націоналістів | 31.10.2010   |                 |

Примітка: таблиця складена за даними джерела

## Господарська діяльність
Основним видом господарської діяльності населених пунктів сільської ради є сільськогосподарське виробництво.
В селах сільради працює 7 магазинів

## Заповідні об'єкти
- Замок Гербуртів